# Sakkban használt fogalmak listája
| Ábécé szerinti tartalomjegyzék                                                                           |
| --- |
| A, Á B C Cs D Dz Dzs E, É F G Gy H I, Í J K L Ly M N Ny O, Ó Ö, Ő P Q R S Sz T Ty U, Ú Ü, Ű V W X Y Z Zs |

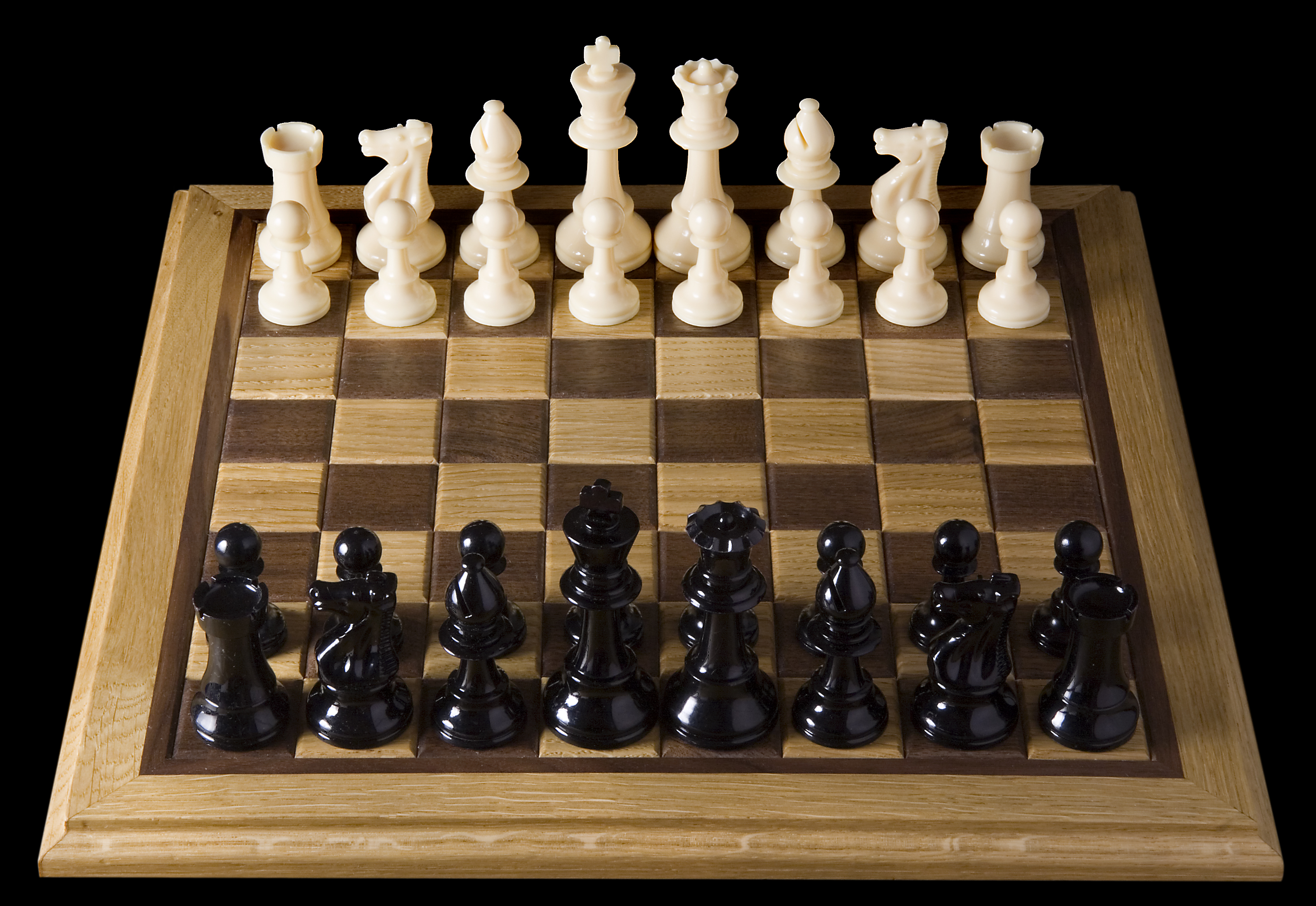
Alapállás a sakktáblán

Ez a lap a sakkban leggyakrabban használt fogalmakra ad rövid meghatározásokat.

## A, Á
- alapsor: a sakktáblán a játékosok felé eső sor (az 1., illetve a 8. sor)
- áldozat: saját sakkfigura leütésének megengedése valamilyen későbbi előny érdekében. Típusai: anyagáldozat, átmeneti áldozat, minőségáldozat, pozíciós áldozat.
- állás (pozíció): a sakkfigurák sakktáblán elfoglalt helyzete
- armageddon: valamelyik fél győzelmét garantáló játék, amelyben a döntetlen sötét győzelmének számít, ugyanakkor világos némi időelőnyt kap
- átló: a sakktáblán egymás közt a sarkukkal érintkező, egy egyenesen elhelyezkedő mezők (lásd még: nagyátló)

## B
- blokálás, blokkolás: az egyik játékos elveszi az ellenfél egy sakkfigurájának összes lehetséges lépését (leggyakrabban gyalogok esetében fordul elő, mikor előrehaladásukat egy ellenséges bábu akadályozza)
- bolond átló: az e1-h4 átló, amelyen a bolondmattot lehet adni

## C, Cs
- centralizálás: az a manőver, mellyel a játékos a centrummezőkre állítja a tisztjeit
- centrum: a sakktábla szimmetriaközéppontja, a centrummezőt is értik alatta
- centrummező: a centrum körül elhelyezkedő mezők (d4, d5, e4 és e5) egyike
- centrumrobbantás: a centrumban végrehajtott gyalogáttörés
- csel: olyan megnyitási változat, ahol a világos színnel játszó játékos anyagi áldozatot hoz fejlődési előnyért cserébe
- csendes lépés: olyan védhetetlen fenyegetéseket létrehozó lépés, amelyik se nem sakk, se nem ütés, sem nem direkt tiszttámadás
- csere: olyan ütésváltás, ahol a játékosok egy lépésváltás alatt ugyanolyan minőségű figurát ütnek le

## D
- döntetlenigény: az egyik sakkjátékos a versenybírótól döntetlent kér háromszori lépésismétlés vagy háromszori tükörkép miatt
- duplagyalog: olyan gyalogállás, amikor két azonos színű gyalog van ugyanazon a vonalon

## E, É
- egyensúly: a sakkjátszmában az előnyök/hátrányok viszonyában használt háromféle egyensúly gyűjtőszava. Háromféle egyensúly létezik: anyagi egyensúly, pozíciós egyensúly és időbeli egyensúly
- ellencsel: a sötét játékos a világos cseljátékát ellenáldozat felkínálásával hárítja el, fejlődési előny megszerzésének reményében
- élőpont: a sakkozók egymáshoz viszonyított teljesítményét kifejező pont (elnevezése Élő Árpád nevéből származik, külföldön ELO-nak ismerik)
- elterelés: egy sakkfigura kényszerítő erejű elterelése egy adott mezőről (ellentéte a ráterelés)
- en passant: menet közbeni ütés (a gyalog lépése)

## F
- fejlődés: a megnyitás fő célja, a sakkfigurák játékba hozása
- feladás: az egyik lehetséges játszmavégződés. Az egyik játékos elismeri, hogy a másik játékos döntő előnybe került, nem várva be a mattot.
- feladvány: olyan állás, amelyet feladványszerző állított elő. A lépésen lévő fél van megadva, és gyakran az, hogy hány lépés alatt éri el a feladványban meghatározott célt (pl: mattadás).
- felfedés: egy sakkfigura megtámadása azáltal, hogy egy másik sakkfigura ellépésével megnyitja egy eddig tűzvonalában általa korlátozott vezér, bástya vagy futó tűzvonalát
- felfedett sakk: felfedéssel adott sakk (a felfedéssel megtámadott sakkfigura a király)
- feloldás: a kötés megszüntetése
- fenyegetés: olyan lépés lehetőségének megteremtése, amely közvetlenül vagy kombinációval előny szerzésére vezet
- fianchetto: az a lépés, mely a futót az egyik „nagyátló”-ra helyezi úgy, hogy az körbe van véve gyalogokkal. Pár megnyitás, például a Larsen-megnyitás is erre alapoz.
- FIDE: a Nemzetközi Sakkszövetség (Fédération Internationale des Échecs) rövidítése
- fogott figura: szándékosan megérintett vagy megfogott figura; ha saját figura, kötelező vele lépni, ha ellenséges figura, kötelező ütni
- fojtott matt: olyan matt, amikor a sakkot kapó király azért nem tud a sakkból ellépni, mert saját figurái veszik körül. Ezt a mattot csak a huszár tudja adni.
- futópár: a két futó együttes neve

## G, Gy
- gondolkodási idő: egy játszmán belül a lépésenként vagy meghatározott mennyiségű lépéspáronként felhasználható idő
- gyaloglánc: egymást védő gyalogok sora
- gyalogszerkezet: a gyalogok elhelyezkedése a sakktáblán
- gyalogsziget: olyan gyalogok sora, melyek képesek egymást védeni, valamint az egyedülálló gyalog is külön gyalogszigetet alkot

## H
- háromszori lépésismétlés: olyan lépéssorozat, melynek során mindkét fél háromszor ugyanazt a lépéspárt teszi meg
- háromszögelés: olyan lépéssorozat, melynek során egy adott állásban mi vagyunk soron a lépésen, de a lépés lehetőségét kényszerítő módon átadjuk az ellenfélnek. Általában a végjátékban, legtöbbször a király révén alkalmazzák. Menete: egy adott bábuval három mező érintésévél tesszük meg azt az utat, amihez elég lenne két lépés is.
- huszároppozíció: a két, egymástól huszárlépésnyire álló király huszároppozícióban van

## I, Í
- időzavar: valamelyik játékosnak fogytán van a gondolkodási ideje
- izolált gyalog: olyan gyalog, amelyiknek a szomszédos vonalán nincsen másik, saját színű gyalog

## J
- játszmavégződés: a sakkjátszmának kétféle végeredménye lehet: valamelyik játékos nyer, vagy döntetlen

## K
- kényszerlépés: a lépésen lévő fél csak egyetlen lépést tehet, vagy több lépése is van, de mindegyik lépés veszít
- kettős sakk: felfedéssel adott olyan sakk, amikor a felfedő sakkfigura is sakkot ad, és a felfedett sakkfigura is
- kettős támadás (villa): olyan lépés, amelynek során egy sakkfigura egyszerre támad meg két ellenséges sakkfigurát úgy, hogy mindkettőt egy lépéssel megvédeni nem lehet
- királyszárny: a sakktábla azon fele, amelyik a király vonalát és az attól a tábla széléhez közelebbi vonalakat (e, f, g, h) tartalmazza
- kombináció: kényszerítő erejű lépéssorozat
- könnyűtiszt: a huszár és a futó összefoglaló neve (lásd még: nehéztiszt)
- kötés: egy sakkfigura ellenséges tiszt (vezér, bástya vagy futó) által akadályoztatva van a lépésben oly módon, hogy az ellenséges tiszt a következő lépésben üthetné, és így ha lépne, felszabadítaná az ellenséges tiszt tűzvonalát, és így a kötő tiszt leüthetne egy olyan sakkfigurát, amelyiket eddig pont az ellenséges tiszt tűzvonalának korlátozásával védett az a sakkfigura
- középjáték: a sakkjátszma megnyitás és végjáték közti része
- kulcsmező: stratégiai okokból különösen fontos mező

## L
- leesés: a gondolkodási idő felhasználása
- lépéskényszer: Egy olyan helyzetet a sakkban, amikor az egyik játékosnak lépnie kell, de bármilyen lépést tesz, az rontja a saját állását. Ez a kifejezés különösen akkor használatos, amikor egy játékos a lépéskényszer miatt elveszíti az előnyét vagy egyenesen vesztésre álló helyzetbe kerül. Ez gyakran előfordul végjátékokban, ahol a lehetőségek korlátozottabbak, és egy-egy lépés döntő jelentőségű lehet.
- lóg: az a sakkfigura lóg, amelyik a következő lépésben üthető lenne, és semmi sem védi

## M
- manőver: a sakkfigurák több lépésen át tartó tervszerű áthelyezése
- megnyitás: a sakkjátszma kezdeti szakasza
- mérgezett gyalog: olyan védtelenül hagyott gyalog, melynek leütése az ütő félnek hátrányt okoz
- mértani oppozíció: a két király akkor áll mértani oppozícióban, ha ugyanazon a vonalon állnak, és mindössze egy mező választja őket el egymástól
- minor-átváltozás: olyan átváltozás, amikor a gyalogért cserébe a játékos nem vezért kér
- minőségelőny: a táblán az anyagi eloszlás megbomlását jelző mérték. Azt jelzi, hogy az egyik félnek bástyája van egy könnyű tiszttel (futóval vagy huszárral) szemben.

## N, Ny
- négyzetszabály: a gyalogvégjátékok egyik szabályszerűsége: venni kell a gyalog távolságát az ellenfél alapvonalától, majd ezt a távolságot lemérni az ellenséges király vonalára merőlegesen. Amennyiben a király a következő lépésben nem tud belépni ebbe a négyzetbe, nem tudja megakadályozni a gyalog átalakulását.
- nehéztiszt: a bástya és a vezér összefoglaló neve (lásd még: könnyűtiszt)
- nyílt megnyitás: olyan megnyitás, amikor világos a királya előtti gyalogjával két mezőt lép előre, s amire sötét ugyanígy válaszol (vagyis 1. e4-e5). Ilyen például a spanyol megnyitás.
- nyílt vonal: olyan vonal, amelyiken nincsenek gyalogok

## O, Ö
- oppozíció: a végjáték egyik kulcsfogalma, a két király egymáshoz viszonyított helyzetére vonatkozik. Az oppozíció a rosszabbul álló játékosnak a döntetlen elérését jelentheti.
- önmatt: a feladványszerzés egyik témája, lényege, hogy a mattot kapó fél szándékos lépéseket tesz a matt érdekében
- örökös sakk: a lépésismétléses döntetlen egyik formája. Lényege, hogy a védekező fél bármit lép, arra folyamatosan és védhetetlenül sakkot kap.

## P
- patt: sajátos döntetlen, amely akkor áll elő, ha a lépésre következő félnek nincs semmilyen lépéslehetősége, a királya azonban nincs sakkban
- pattfészek: általában a hátrányosabb helyzetben lévő fél számára a döntetlen elérésének módja, hogy a saját királyát pattolja, elveszi előle a lehetséges lépéseket, miközben más figurájával sem tud lépni, és az ellenfél ezt a pattfészket legfeljebb csak súlyos anyagi áldozattal tudja feloldani
- pontérték: a sakkfigurák egymáshoz viszonyított értékét fejezi ki (általában a vezér 9, a bástya 5, a huszár és a futó 3 gyalognak megfelelő értékű). A figurák értékét a játék állása is jelentősen befolyásolja, például a huszár zárt, míg a futó nyílt játszmákban előnyösebb.
- pozícióelőny: ha a két játékos azonos sakkfigurái a pozíciójuk miatt eltérő értéket képviselnek

## R
- rapid olyan sakkjátszma, ahol nincs időellenőrzés, lépésenkénti gondolkodási idő, hanem a maximális gondolkodási idő 15 és 60 perc között van, és a játszma leesésig tart
- ráterelés: egy sakkfigura kényszerítő erejű ráterelése egy adott mezőre (ellentéte az elterelés)
- remi: döntetlen

## S, Sz
- sakkvakság: nagyon rossz lépés megtétele, vagy egy egyértelmű nyerő lépés észre nem vétele
- sekk: szlengben használt kifejezés olyan állásra, amikor a vezér leüthető. A szabályzatban nem szerepel, mivel hivatalosan nincs olyan jelentősége, mint a sakknak: nem tilos ilyen helyzetbe lépni és kivédeni sem kötelező. Ennek ellenére helyenként be szokták mondani.
- síbolás: amikor a gyengébb fél olyan megnyitást, illetve stratégiát választ, amely arról szól, hogy minden tisztet próbál minél gyorsabban lecserélni. Ezáltal a játszma végéhez közeledve nő a döntetlen végeredmény esélye, mely a tapasztalatlanabb játékos elérendő célja az erősebb ellenfél ellen.
- stratégia: egy távolabbi cél érdekében történő tervek összessége
- svájci rendszer: sok résztvevős sakkversenyeken használt lehetséges lebonyolítási forma, melynek lényege, hogy mindig az azonos pontszámúakat sorsolják össze
- szabadgyalog: olyan gyalog, melyikkel szemben nem áll ellenséges gyalog, s előrehaladása nem esik ellenséges gyalog ütőkörébe
- szabálytalan lépés: olyan lépés, amelyiket a sakkjátékos nem léphet meg, mert a sakk szabályai tiltják. (Például az adott figura nem tud olyan módon lépni, sakkba lépés a királlyal, szabálytalan sáncolás stb.)
- szárnytámadás: olyan támadás, ami valamelyik szárnyon (vezérszárny vagy királyszárny) megy végbe
- szimultán: olyan sakkrendezvény, amelynek során egy játékos több ellenféllel szemben játszik különböző asztaloknál, minden lépés után a soron következő ellenfélnél folytatva a játékot, amíg mindegyik játszma véget nem ér

## T
- taktika: egy közelebbi cél érdekében végrehajtott tervek összessége
- taktikus: olyan játékos, aki inkább vállalja a konkrét számításokat igénylő taktikai harcot, mint a nyugodtabb játékot kedvelő pozíciójátékos
- tempó: egy lépés, egy lépéshez szükséges időmennyiség
- tempónyerés: egy tempó megszerzése
- tempóvesztés: egy tempó elvesztése (sokszor szándékosan, jól meghatározott céllal történik)
- tempóelőny: annak a játékosnak van tempóelőnye, aki a tervét egy lépéssel korábban tudja megvalósítani
- torlasz: az egyik sakkfigurát a mozgásában akadályozó ellenséges sakkfigura
- torlaszképzés: az egyik játékos korlátozza az ellenfél egy sakkfiguráját a lépésében azáltal, hogy (általában) egy kisebb értékű sakkfigurát állít tűzvonalába
- tűzvonal: azon mezők összessége, amelyeket egy adott sakkfigura egyenes vonalban támad (tűzvonala csak a vezérnek, bástyának és futónak van)

## U, Ü
- üteg: amikor egy sakkfigura egy saját sakkfigurának zárja le a tűzvonalát, és az elzárt tűzvonal egybeesik az elzáró figura tűzvonalával.

## V
- vakjátszma: olyan sakkjátszma, amiikor az egyik vagy mindkét fél a tábla megtekintése nélkül játszik
- változat vagy vari: egy adott állásból levezethető, megjátszható másfajta játékmenet
- végjáték: a sakkjátszma befejező része
- vezérszárny: a sakktábla azon fele, amelyik a vezér vonalát és az attól a tábla széléhez közelebbi vonalakat (a, b, c, d) tartalmazza
- vonal: a sakktáblán a függőleges oszlop neve
- vonalnyitás: olyan lépés vagy lépéssorozat, melynek célja egy vonalat felszabadítani a saját tisztek számára
- vonalzárás: olyan lépés vagy lépéssorozat, melynek célja egy vonalat eltorlaszolni az ellenséges tisztek elől

## Z
- zárt centrum: olyan gyalogszerkezet, amelyben mindkét fél gyalogjai kölcsönösen blokkolják egymást a centrumban
- zárt megnyitás: olyan megnyitás, amikor világos nem a királya előtti gyalogjának 2 mezővel való előretolásával kezd. Ilyen például a budapesti védelem.